# Història de Bolívia

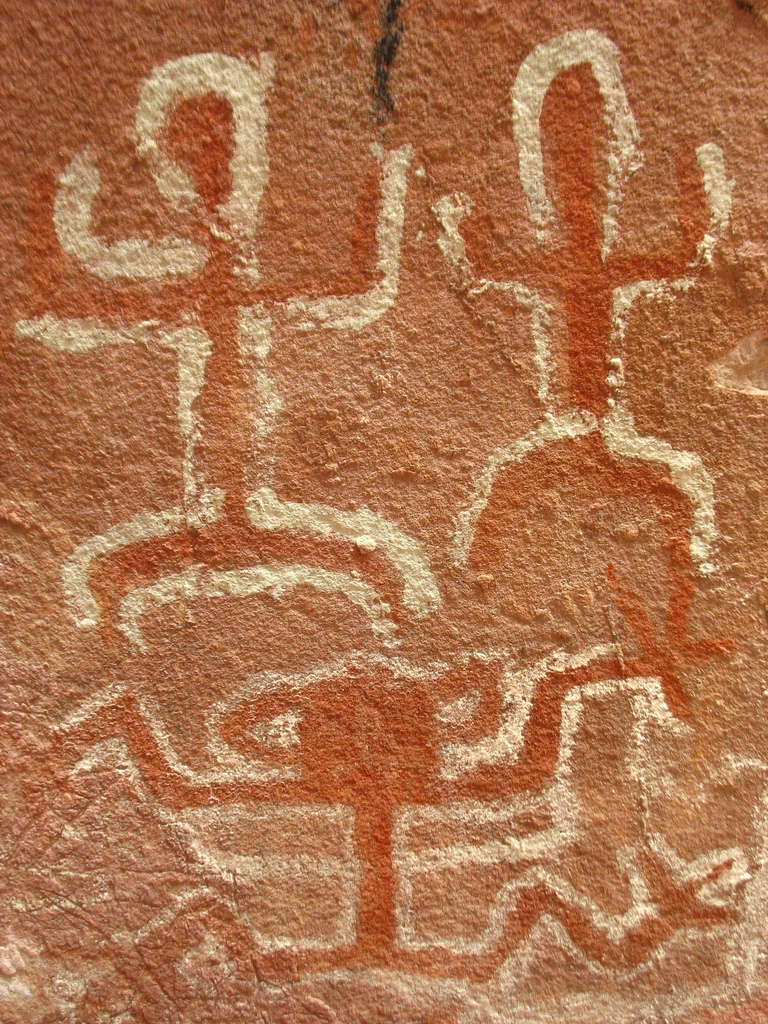
Pintura rupestre d'Incamachay (2.000 anys d'antiguitat), Chuquisaca.

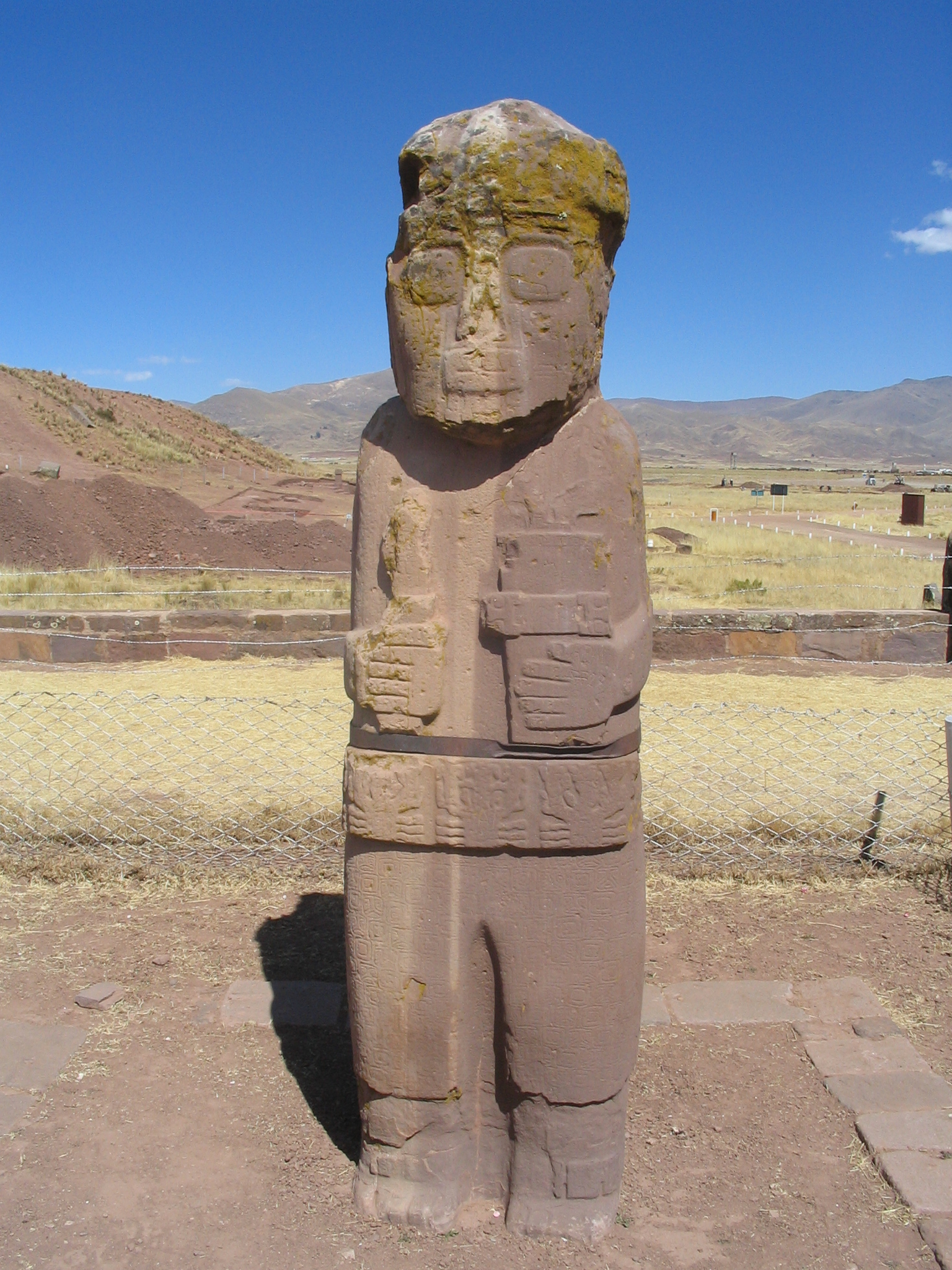
Monòlit "El Fraile" de l'antiga civilització Tiwanaku.

Aquest article tracta sobre la història de Bolívia. El territori de Bolívia està habitat des de fa més de 12.000 anys. En aquesta zona es van formar múltiples cultures, sobretot en els Andes, destacant especialment la cultura tiwanaku i els regnes aimares posteriors a l'expansió [[cultura wari|wari]]. Aquests regnes van ser annexats a l'imperi Inca durant el segle xiii.
La cultura tiwanaku es va desenvolupar a l'entorn del centre cerimonial homònim pròxim al llac Titicaca. La seva fundació probablement es va dur a terme abans de l'any 300. Posteriorment la cultura inca va establir un vast imperi al segle xv, poc abans de l'arribada dels espanyols. Durant aquell segle, Bolívia estava ocupada per diversos grups de llengua aimara (collas, pacajes, lupacas, omasuyos), entre els quals destacaven els collas, que van dominar un vast territori i van lluitar amb els quítxues de Cusco (Cuzco) pel control de la regió. Els collas van ser derrotats per l'inca Pachacuti, que es va apoderar de gairebé tot l'altiplà bolivià. Bolívia va constituir durant gairebé un segle una de les quatre grans divisions del Tahuantinsuyo (Imperi inca) sota el nom de Collasuyo. Aquestes antigues civilitzacions han deixat grans monuments arquitectònics i en l'actualitat les llengües aimara i quítxua són les més importants del país.
El primer europeu a arribar a l'actual territori de Bolívia va ser Diego de Almagro el 1535, després de partir de Cuzco amb la finalitat de conquerir Xile. Mort Almagro, Francisco Pizarro va enviar el seu germà Gonzalo a colonitzar la província del Collao (Collasuyo). Pedro de Anzúrez va fundar Chuquisaca (actual Sucre) el 1538, Potosí va sorgir el 1546, La Paz el 1548 i Cochabamba el 1574.
La fundació espanyola es va caracteritzar per presentar una base miner-agrícola. La ciutat de Potosí, la més poblada d'Amèrica el 1574 (120.000 habitants), es va convertir en un gran centre miner per l'explotació de les mines de plata del Cerro Rico de Potosí i el 1611 era la major productora de plata del món. El rei Carles I d'Espanya havia atorgat a aquesta ciutat el títol de vila imperial després de la seva fundació.

## Període prehispànic

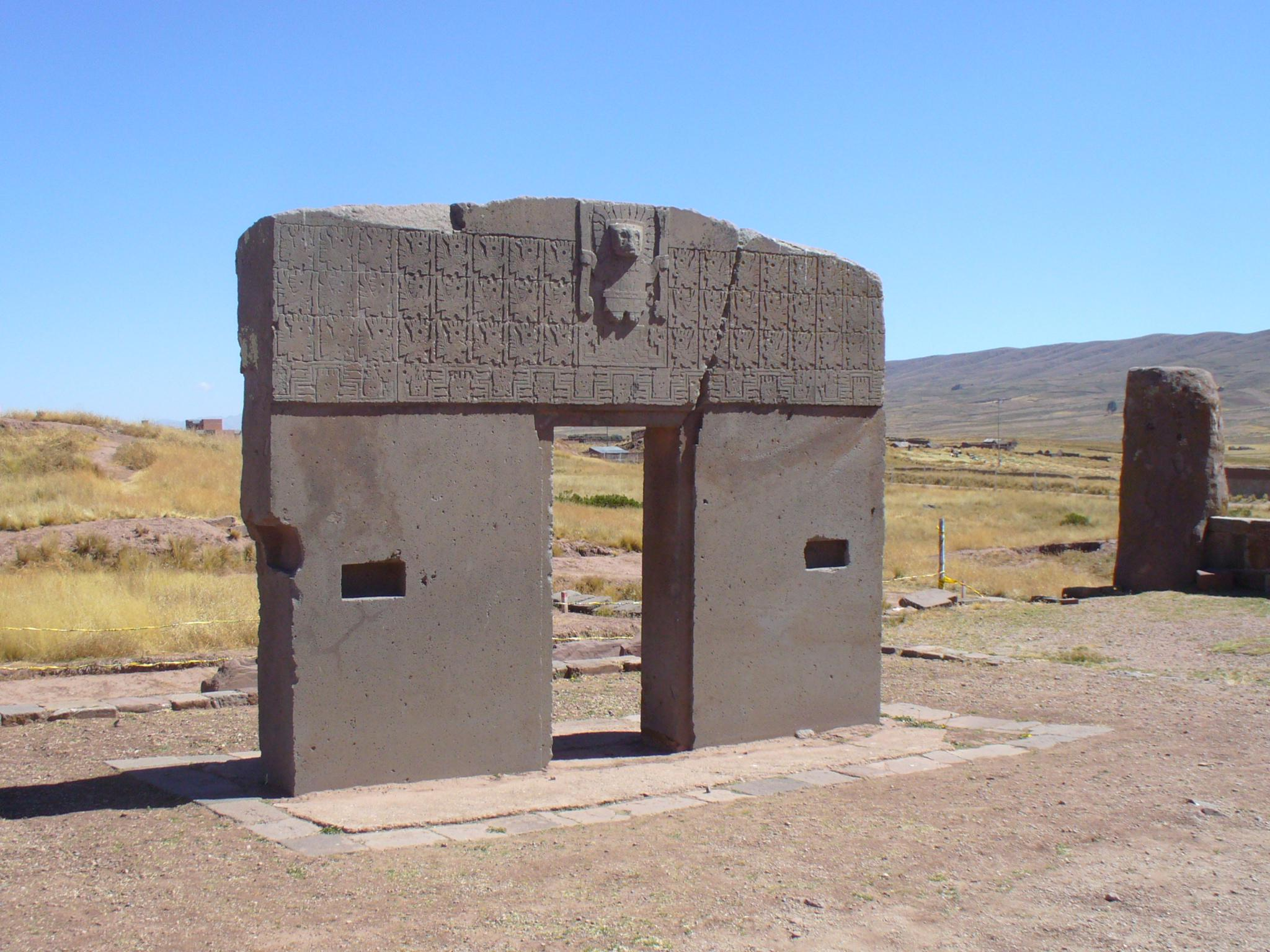
Puerta del Sol, Zona Arqueològica de la Cultura Tiwanaku.

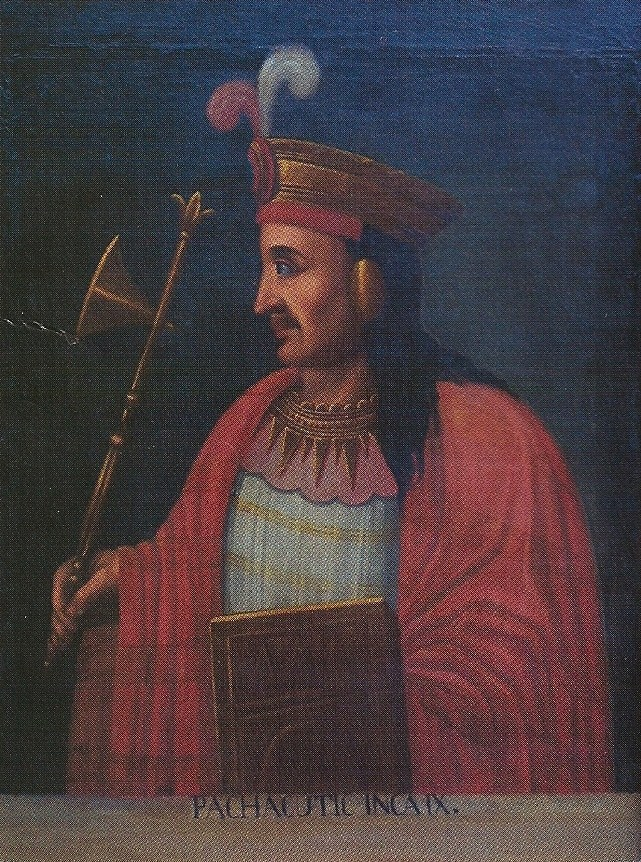
Pachacuti Inca, va integrar l'altiplà aimara al Tahuantinsuyo.

A Bolívia apareixen restes d'ocupació humana des del 12000-10000 aC al Jaciment de Viscachani. Fins al 1200 aC es desenvolupen unes cultures sedentàries a l'altiplà. A partir d'aquesta data, les cultures Chamba i Wankarani són les dues més importants del període formatiu.
La cultura de Tiwanaku, prop del Llac Titicaca, marca un moment de floriment cultural de la zona altiplànica. Entorn del 1100 aC aquesta cultura desapareix, encara que la causa no està encara definida, investigacions de l'historiador Max Uhle reporten que els seus territoris van ser envaïts per grans onades militars procedents del sud (el que actualment és Tucumán al nord de l'Argentina i Coquimbo, al nord de Xile). Aquests invasors serien l'ètnia coneguda com els aimares. No se sap amb exactitud què va motivar als aimares a buscar millors terres al nord i desplaçar als tiahuanaco, probablement van ser canvis climàtics, o potser la invasió d'altres pobles.
Qualsevol que sigui la causa, els aimares van atacar sobtada i contundentment aconseguint guanyar tot el territori del Collao per a ells, mentrestant els tiahuanacos dispersos es van veure obligats a emigrar pel nord. Segons proves arqueològiques descobertes per Francis de Castelnau el 1845, i recolzades per Max Uhle, Tiahuanaco va ser atacat quan encara estava poblada.
Els aimares, després d'una lluita entre els diferents grups que habiten la regió (aimara, urus, colles, lupacas, i pacajes), estableixen un domini que abasta parts del sud-est del Perú i de l'oest de Bolívia.
El domini del Regne Colla dels aimares va perdurar fins al 1438, quan l'Inca Pachacútec incorpora l'altiplà bolivià al Tahuantinsuyo, els inques deien ser descendents dels Tiwanakus (la primera ètnia inca a Cusco hauria estat una caravana d'immigrants arribats del regne altiplànic Tiahuanaco (motiu pel qual la reialesa inca parlava en llenguatge puquina i no en aimara).
Durant períodes posteriors, els inques intenten sense èxit conquerir l'orient bolivià (en general, no van penetrar molt en la selva amb la qual limitava del seu vast imperi), que estava habitat per ètnies de llinatges amazònics i pàmpids que eren principalment caçadores-recol·lectores, destacant els chanés i els guaranís anomenats despectivament "chiriguanos" pels inques. A l'incanat de Huayna Cápac, s'aixequen fortaleses per aturar l'avanç dels chiriguanos.
A les regions orientals de Mochos i Baures, entre els segles IV aC i XIII dC, es va desenvolupar la Cultura Hidràulica de les Llomes, la més extensa del continent.

## Conquesta espanyola i període colonial

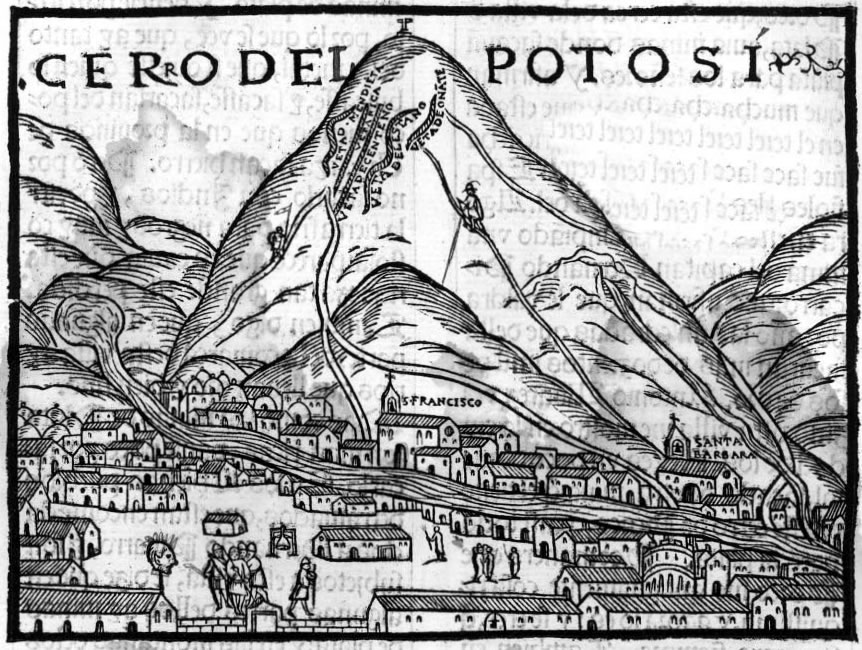
Sumac Orcko o Cerro Rico de Potosí. Imatge de Pedro Cieza de León, 1553.

El primer europeu a arribar a l'actual territori de Bolívia va ser Aleixo Garcia el 1520, qui va arribar fins a Mizque al servei de la corona portuguesa, que és quan es comença a tenir notícies que éssers barbats i vestits amb armadures rondaven l'Imperi. El primer espanyol a arribar per colonitzar aquestes terres va ser Diego de Almagro, després de sortir de Cusco amb la finalitat de conquerir Xile. Mort Almagro, Francisco Pizarro va enviar al seu germà Gonzalo Pizarro a conquerir i colonitzar la regió del Collasuyo. Pedro de Anzúrez va fundar La Plata (Actual Sucre) l'any 1538, Potosí va sorgir el 1545, La Paz el 1548, Santa Cruz de la Sierra el 1561 i Cochabamba el 1571.
La colonització espanyola es va caracteritzar per presentar una base minero-agrícola. La ciutat de Potosí, la més poblada d'Amèrica l'any 1574 (120.000 habitants), va esdevenir un gran centre miner per l'explotació de les mines de plata del Cerro Rico de Potosí i el 1611 era la major productora de plata del món. El rei Carles I d'Espanya havia atorgat a aquesta ciutat el títol de vila imperial després de la seva fundació. La regió oriental de Mochos va ser annexada a l'Imperi Espanyol al Segle XVI.
Durant una mica més de 200 anys el territori de l'actual Bolívia va constituir la Reial Audiència de Charcas, un dels centres més pròspers i densament poblats dels virregnats espanyols.
Potosí va començar la seva decadència en les últimes dècades del Segle XVIII en quedar la mineria de la plata en un estat d'estancament, a conseqüència de l'esgotament de les vetes més riques, de les antiquades tècniques d'extracció i de la desviació del comerç cap a altres països. Amb l'arribada de la Casa de Borbó a la corona espanyola el 1700, s'aprofundeix la institució de l'Encomana per revertir la caiguda de l'economia minera, imposant major rigor al treball de la mita i al tribut indígena.
El 1776 la Reial Audiència de Charcas, que fins llavors formava part del Virregnat del Perú, va ser incorporada al Virregnat del Riu de la Plata.

## Independència i consolidació de la república
Entre 1779 i 1781 es van produir aixecaments indígenes al capdavant de personatges com Tomás Katari, Túpac Amaru II i Túpac Katari que s'oposaven al cobrament excessiu de tributs, els abusos de la mita i el desconeixement d'altres drets. Els aixecaments van ser controlats pels espanyols, però van antecedir a les lluites independentistes del segle xix.
Les revoltes de les ciutats de Chuquisaca (actual Sucre) i La Paz de 1809 van ser el punt d'arrencada de les guerres d'independència hispanoamericanes. Des del 1811, a partir de la revolució de maig esdevinguda a la ciutat de Buenos Aires el 1810 es van succeir fins al 1820 3 expedicions auxiliars argentines incloent la d'Ignacio Warnes a Santa Cruz de la Sierra, malgrat això i malgrat els esforços de les repúbliques, (sent la més reeixida en aquest sentit la Republiqueta d'Ayopaya), els reialistes van disputar tenaçment el control fins a la mort de Pedro de Olañeta (nomenat últim virrei). El país es va declarar independent el 6 d'agost mitjançant l'Assemblea General de Diputats de les Províncies de l'Alt Perú l'any 1825 amb el nom de República de Bolívar que va ser canviat per República de Bolívia independitzant-se del Perú.

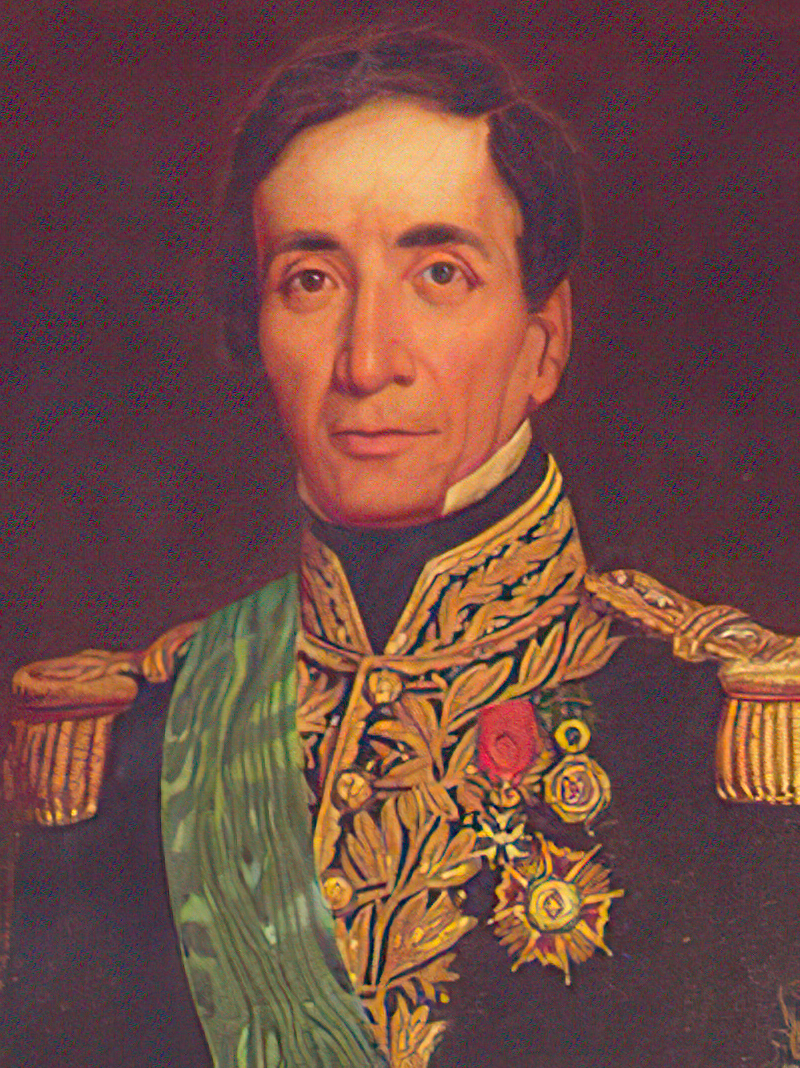
Mariscal Andrés de Santa Cruz, heroi nacional i 7è president de Bolívia.

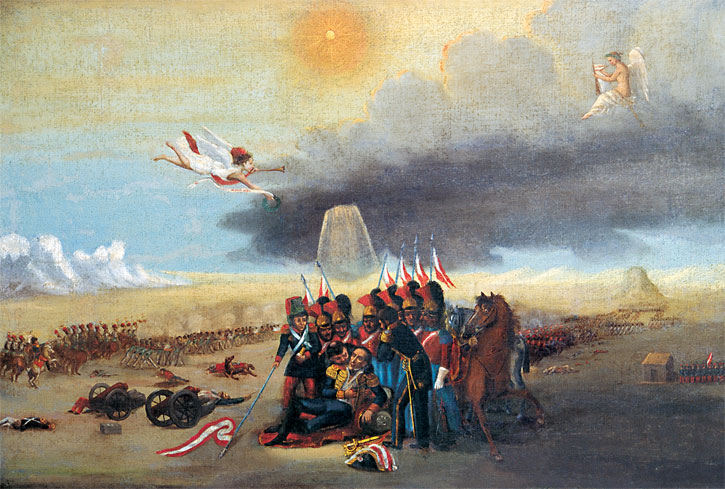
Batalla d'Ingavi i mort de Gamarra. Oli anònim del Museu Nacional d'Història de Lima.

El 1826 el llibertador Simón Bolívar va atorgar al país la primera Constitució, que va ser aprovada pel Congrés de Chuquisaca. Posteriorment, Antonio José de Sucre, Gran Mariscal d'Ayacucho, va ser elegit president de la República de Bolívia.
| «               | El General Sucre és el Pare d'Ayacucho: és el redemptor dels fills del Sol; és el que ha trencat les cadenes amb què va embolicar Pizarro l'imperi dels Inques. La posteritat representarà a Sucre amb un peu en el Pichincha i l'altre en el Potosí, portant a les mans el bressol de Manco-Capac i contemplant les cadenes del Perú trencades per la seva espasa. | » |
| — Simón Bolívar | |   |

Des de la seva emancipació, Bolívia es va submergir en un estat crònic de revolucions i guerres civils. Els primers 50 anys de la República es van caracteritzar per la inestabilitat política i per constants amenaces externes que posaven en risc la seva independència, sobirania i integritat territorial. El 1825 l'Imperi del Brasil va envair l'orient del país, ocupant la província de Chiquitos. En aquest llavors, el Mariscal Antonio José de Sucre va enviar un ultimàtum, amenaçant d'enviar a l'Exèrcit Unit Libertador del Perú a expulsar els invasors. La província va ser evacuada pels brasilers. Posteriorment, es produeix la invasió de tropes peruanes de 1828, liderades per Agustín Gamarra i el seu objectiu principal era forçar la sortida de les tropes de la Gran Colòmbia. El conflicte va concloure amb el Tractat de Piquiza i la retirada peruana de sòl bolivià després d'aconseguir la renúncia del president Sucre i la instauració d'un govern sense influència bolivariana.

## Santa Cruz i la Confederació Perú-Boliviana
El 1829, després del final de la influència colombiana a Bolívia, i davant l'amenaça de l'anarquia, el Congrés va portar al poder a Andrés de Santa Cruz, nascut a La Paz i Mariscal de Zepita (títol atorgat pel govern peruà, país en què va ser President del Consell de Govern entre 1826 i 1827).
Santa Cruz va jurar la Presidència provisional de Bolívia el 24 de maig de 1829; aquest mateix dia va promulgar una llei d'amnistia i va derogar la Constitució Vitalícia de 1826. Santa Cruz va ser el principal forjador i organitzador de l'Estat Bolivià, va impulsar una sèrie de mesures reformistes, va pacificar el país, va reorganitzar l'exèrcit bolivià, va reestructurar les malmeses finances i va fer millores en el camp econòmic i educatiu.
Sota la bonança boliviana és que, el 1837, es conforma la Confederació Perú-Boliviana, que reunificava el Perú i Bolívia, tenint al Mariscal Santa Cruz com el seu Protector (segons una carta seva de 1829, tenia ja clar el somni de convertir Bolívia en la Macedònia d'Amèrica del Sud, buscant reunificar el món andí.
La Confederació Perú-Boliviana no va aconseguir consolidar-se a causa que principalment Xile, a més de la Confederació Argentina i grups no majoritaris tant de peruans (a l'exili i contraris al projecte) com de bolivians recolzats per grups econòmics de Chuquisaca (ciutat que plantejava una rivalitat comercial a La Paz) que es van interposar, provocant la Guerra contra la Confederació Perú-Boliviana. En la primera fase de la guerra, la Confederació va sortir victoriosa obligant a capitular l'exèrcit xilè, però en la segona fase, l'exèrcit confederat va ser derrotat a la Batalla de Yungay, situació que defineix la dissolució de la Confederació i l'enderrocament de Santa Cruz el 1839. En el front sud, l'exèrcit bolivià, sota el comandament del general Otto Philipp Braun va derrotar a la Confederació Argentina a la Batalla de Montenegro, aconseguint la seva retirada.
Després de la desaparició de la Confederació Perú-Boliviana, Bolívia va viure un període d'anarquia i d'enfrontaments polítics entre partidaris i contraris de la unió amb el Perú. El president peruà Agustín Gamarra, ideòleg de l'annexió de Bolívia al Perú, aprofitant-se de la situació va decidir envair el territori bolivià arribant a ocupar diverses zones del Departament de la Paz. Davant d'aquesta circumstància, els bolivians van decidir unir-se davant un enemic comú i van deixar els poders de l'Estat a José Ballivián. El 18 de novembre de 1841 va esdevenir la Batalla d'Ingavi, en la qual l'exèrcit bolivià va derrotar a les tropes peruanes de Gamarra (mort en la batalla). Després de la victòria, Bolívia va ocupar el Perú, però es va retirar després de la signatura del Tractat de Puno. La Presidència de Ballivián va aconseguir consolidar la independència i la sobirania de Bolívia.

## Conflictes bèl·lics

Territoris perduts per Bolívia per guerra o diplomàcia segons la historiografia boliviana.

Entre 1866 i 1874 es van signar dos tractats per resoldre el litigi amb Xile sobre el desert d'Atacama, ric en jaciments de nitrats de sodi i de coure. En ells es va adoptar com a línia limítrofa entre ambdós països el paral·lel 24º de latitud sud. A més, es van atorgar diversos drets aranzelaris i concessions mineres a empresaris xilens en l'Atacama boliviana. Aquestes últimes disposicions van originar un litigi entre els dos països, ja que l'estat bolivià no va respectar els acords aranzelaris, incrementant l'impost a l'extracció de salnitre de les companyies salnitreres de capital xilè-britànic. El 14 de febrer de 1879 Xile va ocupar el port bolivià d'Antofagasta, iniciant-se l'anomenada Guerra del Pacífic en la qual Bolívia i el seu aliat Perú van ser derrotats per Xile. En perdre la seva única possessió litoral, Bolívia va deixar de tenir sortida al mar. El litoral bolivià abastava al voltant de 158.000 km² i, a més d'Antofagasta, comptava amb els ports més grans de Musclos, Cobija i Tocopilla. Amb el tractat de 1904 Bolívia va perdre tot dret sobre la costa en reconèixer a perpetuïtat el domini del territori en litigi per part de Xile.
Bolívia va sostenir també una guerra amb el Brasil pel territori d'Acre que va concloure amb la cessió de 191.000 km² a aquest país a canvi d'una indemnització econòmica i d'una petita compensació territorial. A més a més, ha tingut conflictes territorials per qüestió de fronteres amb l'Argentina, el Perú i el Paraguai.
La solució pacífica del litigi amb l'Argentina es va aconseguir el 1925. El 1930 Bolívia i el Perú van nomenar una comissió conjunta per delimitar la frontera i solucionar el litigi sobre la península de Copacabana.
El problema fronterer bolivià-paraguaià es va centrar en el Chaco Boreal, una zona de terres baixes situada al nord del riu Pilcomayo i a l'oest del riu Paraguai, que s'estén fins a les regions muntanyenques d'Aguaragüe. Els dos països van reclamar el territori, parcialment o totalment. El 9 de setembre de 1932 va esclatar la Guerra del Chaco, declarada oficialment pel Paraguai el 10 de maig de 1933, que va durar tres anys i en què van morir al voltant de 60.000 bolivians i 30.000 paraguaians. El 21 de juliol de 1938 es va signar el Tractat de Pau, Amistat i Límits, segons el qual es va atribuir el 75% de la regió del Chaco Boreal al Paraguai.

## Conservadors i liberals

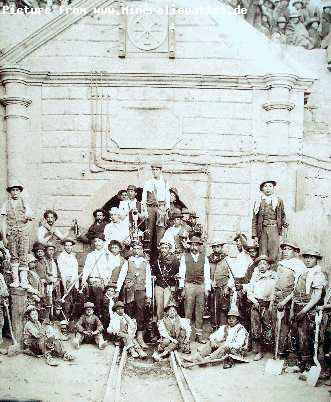
Treballadors de la Companyia Minera Huanchaca a Pulacayo, 1880.

Entre 1880 i 1900 va governar el Partit Conservador, els principals líders eren Aniceto Arce i Mariano Baptista. Durant aquest període, l'economia boliviana se sosté principalment per la indústria minera de la plata que havia arribat a nivells internacionals de capitalització, desenvolupament tecnològic i eficiència, que tenia com a principal explotador a la Companyia Minera de Huanchaca. Els governs conservadors confronten les conseqüències socioeconòmiques de la derrota a la Guerra del Pacífic, la Guerra de l'Acre i la Guerra Civil de 1898 en què perden el poder polític enfront dels liberals.
El Partit Liberal va governar durant la denominada era de l'estany (1900 - 1920), metall que substitueix la plata com a principal font de divises. Són governs elegits democràticament els que administren l'Estat i s'encarreguen de modernitzar alguns sectors com els ferrocarrils i urbanitzen les ciutats de La Paz, Cochabamba i Oruro. Els liberals han d'afrontar la Guerra d'Acre i la signatura del Tractat de 1904 entre Xile i Bolívia que acaba segellant la mediterraneïtat de Bolívia. En aquest període exerceixen gran influència els anomenats "barons de l'estany", la figura més important és Simón Iturri Patiño, un dels homes més rics i poderosos del món en aquell temps.
A partir de 1920 el país viu períodes de fortes tensions polítiques internes que acaben amb l'hegemonia de liberals i conservadors. Tot això desemboca en el deteriorament de la classe política i el començament de la Guerra del Chaco.

## Revolució nacional de 1952
Entre 1935 i 1946 Bolívia va ser governada per militars nacionalistes que havien estat protagonistes de la Guerra del Chaco. Es comencen a gestar idees de canvi destinades a incloure al sector indígena, promoure la integració de l'est del país i revertir els guanys de la mineria i dels hidrocarburs en favor de l'Estat. Sorgeixen sindicats de miners i obrers que s'aglutinen al voltant de la Central Obrera Boliviana (COB).
En les eleccions presidencials de 1951 l'exiliat líder del Moviment Nacionalista Revolucionari (MNR), Víctor Paz Estenssoro, va aconseguir gairebé la meitat dels vots emesos. No obstant això, l'elit política-minera va tractar d'impedir l'elecció de Paz Estenssoro i el president Mamerto Urriolagoitia va lliurar el govern a una junta militar al capdavant del general Hugo Ballivián. A l'abril de 1952 es van prodir múltiples aixecaments populars que van donar lloc a la Revolució Nacional, procés de transformacions en la participació ciutadana, la distribució de terres, el control de l'Estat sobre els recursos naturals i l'economia boliviana.
Paz Estenssoro va tornar de l'exili per assumir la Presidència. Sota la seva direcció el govern va emprendre un ampli programa de reformes econòmiques: decreta la nacionalització de les mines i el monopoli en l'exportació de l'estany, la reforma agrària (parcel·lació de terres per distribuir-les entre els indígenes), la prospecció de pous petrolífers per empreses estrangeres, la institució del vot universal (no existia fins a aquest moment), la reforma educativa i la millora de les comunicacions amb l'est (carretera Cochabamba-Santa Cruz).
A fins de la dècada de 1950 l'economia boliviana va patir el descens continu dels preus de l'estany en els mercats mundials i alts índexs d'inflació. Les mines d'estany no van resultar rendibles i els esforços del govern per reduir el nombre d'empleats estatals i restringir els salaris es van trobar amb la resistència dels sindicats. El 1956 un altre protagonista de la Revolució Nacional, Hernán Siles Zuazo, va guanyar les eleccions presidencials.
Siles va continuar amb la política iniciada pel govern de Paz Estenssoro, qui torna a ser elegit president el 1960. En el seu segon mandat, Paz Estenssoro va sol·licitar la redacció d'una nova Constitució per augmentar l'autoritat econòmica del govern i va permetre la seva reelecció. El 1964 va ser reelegit, nomenant com a vicepresident al cap de la Força Aèria, René Barrientos Ortuño. Aquest fet va acabar disgregant al Moviment Nacionalista Revolucionari (MNR) i Paz Estenssoro va ser enderrocat un mes després de la seva reelecció a conseqüència d'un aixecament que van protagonitzar miners i estudiants. Es va fer càrrec del poder una junta militar encapçalada pel seu vicepresident, el general René Barrientos.

## Governs militars

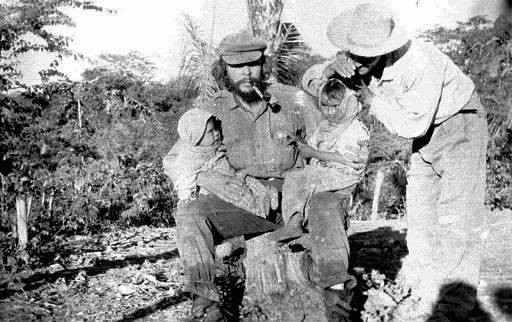
Che Guevara a Bolívia. Foto del Museu del Che a l'Havana.

El govern militar de René Barrientos va portar a terme polítiques de desenvolupisme econòmic permetent el retorn de la inversió estrangera a la indústria minera de l'estany. El 1966, Barrientos es va sotmetre a votació com a persona civil, aconseguint la seva elecció com a president. Durant la seva gestió va mantenir una aliança amb militars i camperols, però es va enfrontar als miners i als obrers. El 1967 es va promulgar una nova Constitució. Aquest mateix any va esclatar l'Escamot de Ñancahuazú comandada per Ernesto Che Guevara que és derrotada per l'Exèrcit de Bolívia.

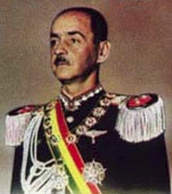
Hugo Bánzer Suárez, 65è i 79è president de Bolívia.

Després de la mort de Barrientos per accident d'helicòpter el 1969, succeeixen una sèrie de governs de curta durada, la majoria militars, fins que el 1971, el coronel Hugo Banzer Suárez pren el poder després d'enderrocar al general Juan José Torres, qui havia establert un govern militar d'esquerra.
El règim de Banzer s'alinea al corrent anti-esquerrà dels governs militars de l'Argentina, Brasil, Xile, Paraguai i Uruguay. Se suprimeix al moviment obrer i se suspenen els drets civils de la població. El govern de facto se sosté econòmicament pels alts preus de l'estany i dels hidrocarburs, així com per la cooperació internacional que va generar un nivell de deute extern elevat. El 1978 Bánzer va dimitir després d'una llarga vaga de fam de dones que dirigien i participaven en organitzacions socials.
El 17 juliol de 1980 el general Luis García Meza fa un cop d'estat amb suport de paramilitars reclutats pel criminal nazi Klaus Barbie i el terrorista italià Stefano Delle Chiaie, enderrocant a la presidenta constitucional interina Lidia Gueiler Tejada, i evitant així que el guanyador de les eleccions Hernán Siles Zuazo assumeixi la Presidència.
El govern de García Meza es va caracteritzar per la repressió brutal dels seus contraris, registrant detencions, assassinats i desaparicions forçoses dirigides pel Ministeri de l'Interior al capdavant de Luis Arce Gómez. L'escàs suport de la població i la comunitat internacional, així com les proves de vincles amb el narcotràfic van conduir al govern de facto a la seva fi el 1981. El 1982 va deixar el poder l'última junta militar.

## Governs democràtics

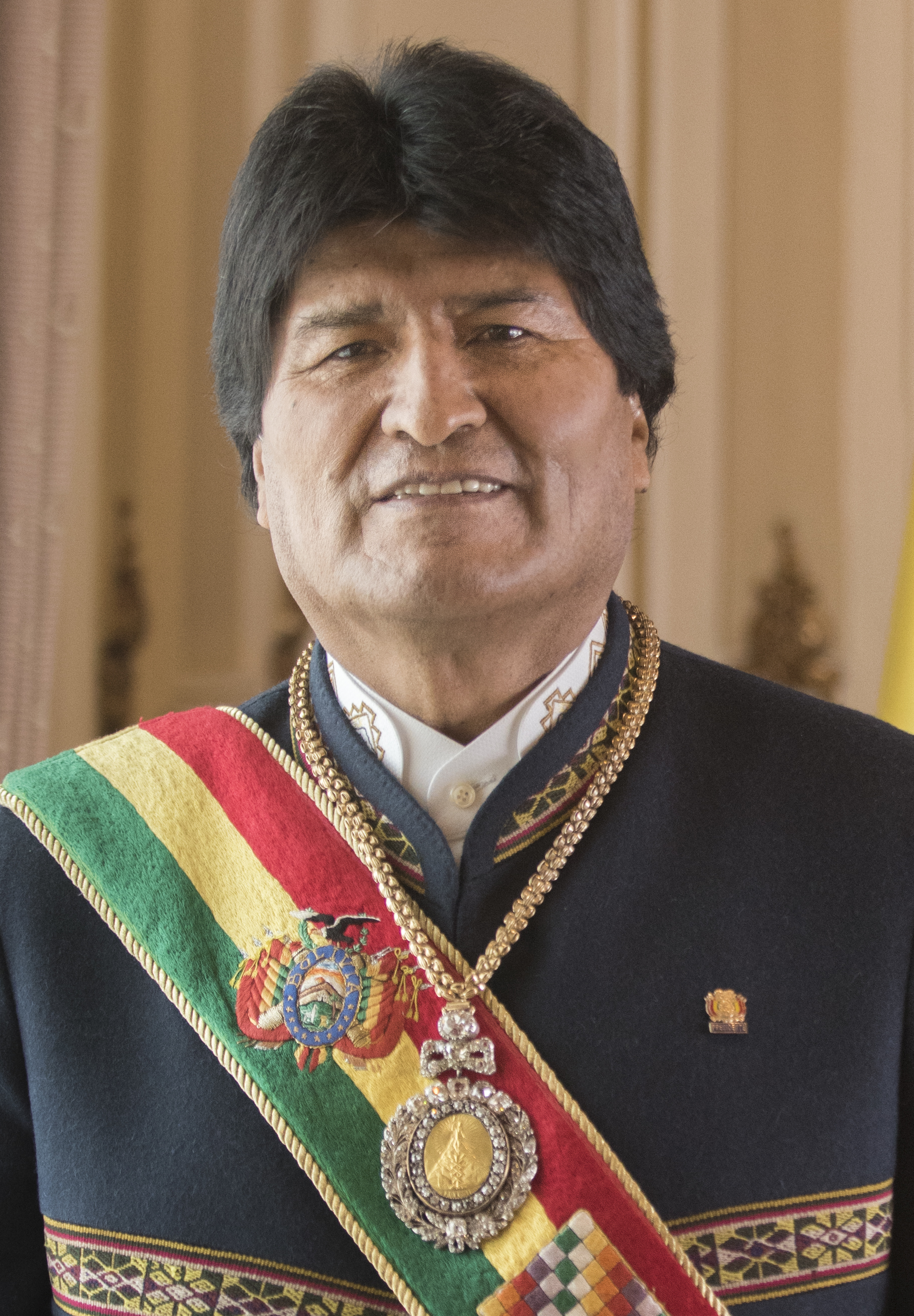
Evo Morales, 85è i 86è president de Bolívia.

La dècada de 1980 es va caracteritzar pel retorn de la democràcia i per una crisi econòmica profunda originada per la caiguda dels preus internacionals de l'estany, ajustos interns destinats a pagar l'immens deute extern contret pels governs militars i per la hiperinflació. La difícil situació econòmica permet l'auge del narcotràfic per la producció il·legal de cocaïna, que té com a principal destí els Estats Units.
El govern esquerrà d'Hernán Siles Suazo de la UDP (1982-1985) es va caracteritzar per una feble gestió econòmica, incapaç de revertir la hiperinflació i per una crisi política, la sortida va ser l'avançament de les eleccions. El 1985 Víctor Paz Estenssoro del MNR va ser elegit president per quarta ocasió. El seu govern (1985-1989) va aconseguir estabilitzar la macroeconomia després d'impulsar polítiques neoliberals que substitueixen al model estatista.
Durant la dècada de 1990 els successius governs van continuar les polítiques d'estabilització de la macroeconomia, aprofundiment del lliure mercat i la lluita contra el narcotràfic promoguda pels Estats Units. Els governs de Jaime Pablo Zamora del MIR (1989-1993), Gonzalo Sánchez de Lozada del MNR (1993 -1997), Hugo Banzer Suárez d'ADN (1997-2001) i Jorge Quiroga Ramírez (2001-2002) depenen econòmicament de l'ajuda d'organismes financers internacionals com el FMI i el Banc Mundial, els mateixos que condicionen el seu suport a l'aplicació del Consens de Washington. El primer govern de Sánchez de Lozada s'encarrega de privatitzar les empreses estatals d'hidrocarburs, ferrocarrils, telecomunicacions, electricitat, la línia aèria de transport i l'administració de les pensions dels jubilats. Factors com alts índexs de corrupció i escasses mesures d'inclusió social acaben debilitant el sistema polític.
La primera dècada del Segle XXI es va caracteritzar per una profunda crisi econòmica i la inestabilitat política. Això va permetre el sorgiment de moviments socials, principalment camperols indígenes, miners, venedors ambulants i cocalers que fan ingovernable el país. El segon mandat de Gonzalo Sánchez de Lozada del Moviment Nacionalista Revolucionari (MNR) (2002-2003) va acabar prematurament després de la denominada guerra del gas. El seu vicepresident, Carlos Mesa Gisbert (2003-2005) va assumir la presidència sense suport al Congrés i amb pressions polítiques dels sindicats i l'emergent moviment autonomista pel que renuncià al càrrec. Eduardo Rodríguez Veltzé (2005-2006) va assumir una interinitat en què va convocar eleccions generals que van donar com a guanyador a Evo Morales del Moviment al Socialisme (MAS).
El primer mandat de Morales (2006-2010) es va caracteritzar per la posada en marxa de polítiques nacionalistes i indigenistes d'esquerra alineades internacionalment amb els presidents Hugo Chávez de Veneçuela i Fidel Castro de Cuba. Es van estatitzar les empreses d'hidrocarburs i telecomunicacions que en la passada dècada havien estat privatitzades. El 2006, es va instal·lar una Assemblea Constituent per redactar una nova Constitució. Després d'una profunda crisi política que va polaritzar el país entre partidaris del Govern (principalment de l'oest) i seguidors de les demandes d'autonomia departamental i de capitalitat per Sucre (de l'est), la Constitució Plurinacional és aprovada per 164 dels 255 assembleistes i posteriorment modificada pel Congrés i ratificada per la població en un referèndum. A finals del 2009 Evo Morales, del MAS, és reelegit president amb més de dos terços de majoria legislativa.